# Moti Rosenblum
Mordechai "Moti" Rosenblum (RSS de Kazajistán, 4 de enero de 1946 - Rishon LeZion, 22 de mayo de 2021) fue un periodista y editor israelí que trabajo para Maariv, Gali Tzahal y la televisión por cable. Se desempeñó como director general del Consejo de Prensa y Comunicaciones de Israel.

## Biografía

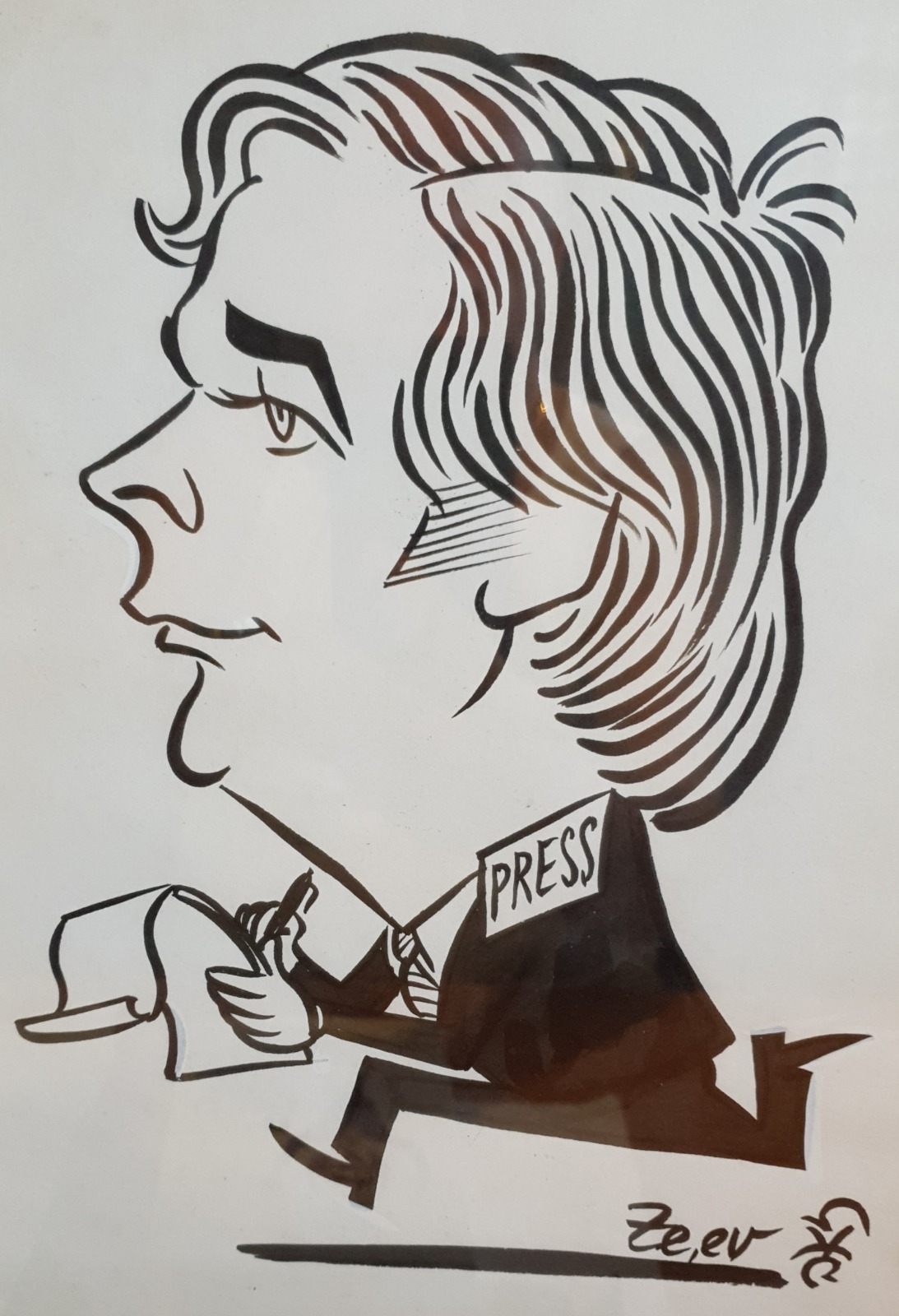
Una caricatura de Moti Rosenblum dibujada por Zeev.

Moti nació al final de la Segunda Guerra Mundial en Kazajistán, que entonces formaba parte de la Unión Soviética. Unos meses después, la joven familia regresó a Varsovia, la capital de Polonia, en busca de familiares que sobrevivieron al Holocausto.
En octubre de 1947, su hermano menor, Dubi, nació en el campo de refugiados de Wetzler en Alemania, mientras esperaba para emigrar al Mandato británico de Palestina.
En septiembre de 1948, la familia llegó a Israel y se instaló en la ciudad de los inmigrantes, Lod. El padre de la familia, Shlomo Rosenblum, fue contratado por Israel Railways y pronto se convirtió en una de las primeras aduanas de locomotoras en Israel.
Después del noveno grado en la escuela secundaria Ramla Lod, Moti continuó su educación en la institución educativa Kibbutz Evron cerca de Nahariya. Luego tomó un curso en la Escuela Técnica de la Fuerza Aérea, luego se alistó en las FDI, en enero de 1964 y comenzó su servicio militar en la Fuerza Aérea, en el Ala 4 en Hatzor, como técnico de sistemas de aeronaves y sirvió en ese puesto hasta el final. de su servicio, en agosto de 1966.
Bear Rosenblum, su hermano menor, se unió al ejército a los 17 años y sirvió en la Brigada Golani. El 9 de junio de 1967, a la edad de 19 años, falleció durante un combate del Batallón 12 de Golani, en Tel Faher el último día de la Guerra de los Seis Días.
Falleció el 22 de mayo de 2021 a los setenta y cinco años. Le sobreviven una esposa, dos hijas y cuatro nietos. Vivía en Rishon LeZion.

## Carrera periodística
Moti comenzó su trabajo periodístico a principios de 1971, primero como autónomo en la sección de deportes del periódico Maariv e inmediatamente después de la guerra de Yom Kippur, fue contratado a tiempo completo para un periódico que entonces era popular en el país.
Al mismo tiempo, Moti fue invitado a Gali Tzahal como reservista y durante 35 años presentó rincones y programas deportivos y de actualidad, así como flashes de noticias por la noche.
En 1989, se unió a la estación de televisión por cable Gvanim, que operaba en las áreas de Rishon Lezion, Ramla y Lod.

## Consejo de Prensa y Medios de Israel
En julio de 2016, comenzó a desempeñarse como director general del Consejo de Prensa y Comunicaciones de Israel, junto a la Presidenta del Consejo, la jueza retirada de la Corte Suprema de Israel, Dalia Dorner.
El Consejo de Prensa es un organismo voluntario, establecido en 1963 conjuntamente por la prensa (editores, editores y periodistas) y representantes públicos, como organismos paralelos en todo el mundo. El consejo es responsable de preservar los valores de una prensa libre, y en este contexto establece las reglas de ética que se aplican a los medios de comunicación y las hace cumplir.
El Consejo de Prensa es responsable, en nombre de las partes representadas en él, de mantener los valores de una prensa libre, incluida la libertad de información, la libertad de expresión y la libertad de expresión.
Representantes del consejo defienden la libertad de prensa en actuaciones en la Knesset y en la lucha por la opinión pública. Entre otras cosas, el consejo está luchando por la derogación de iniciativas legislativas que buscan imponer restricciones a la libertad de expresión; combatir las acciones de los organismos gubernamentales contra periodistas y medios de comunicación; y trabaja contra los monopolios y cárteles en los medios israelíes.
En enero de 2021 anunció su renuncia al cargo a fines de febrero de ese año junto con la presidenta, la jueza (retirada) Dalia Dorner.

## Filantropía
Paralelamente a su labor periodística, Moti se dedicó a una actividad continua en diversas organizaciones sin ánimo de lucro en beneficio del público. Entre otras cosas, fue miembro de la organización "Heart of Grace", que distribuía alimentos a familias necesitadas, todos los fines de semana; "Asociación para la Guerra contra las Drogas" en Rishon Lezion.
Desde 2014 hasta su muerte, participó activamente en la asociación "Amigos de las ardillas" y en sus últimos años se desempeñó como presidente de la asociación. La asociación se preocupa por preservar la población de ardillas en Israel y concienciar al público sobre la existencia de esta ave.

## Publicaciones adicionales
Desde la caída de su hermano Dubi, Moti ha escrito cientos de cartas a su hermano menor, en las que se aseguraba de compartir con él todo lo que está sucediendo en la vida familiar, nacional y personal, así como reflexiones sobre diversas áreas de la vida. la vida.
Al mismo tiempo, Motti publicó varios libros, incluido "Easy to Raise Grandpa" (escrito en colaboración con su amigo Baruch Meiri ), "Who I Think About", así como la historia de Noah Sheklar "Before and After the Flood".
En 2017, poco después de ser aceptado como miembro de la Asociación de Escritores Hebreos de Israel, publicó algunas de las cartas que le escribió a su hermano menor Dovi, tituladas: "Hamsin rompió su oso y empezó a llover...".

### Documentales
A lo largo de los años, Moti ha producido y dirigido decenas de documentales, entre ellos:
- "Children at Level" con C. Hyman: la historia de cuatro niños en los Altos del Golán.
- "Hola, hombre": la historia de la vida y la muerte del mayor general Albert Mandler.
- "One Rani" - la historia del campeón israelí de boxeo tailandés, durante un campeonato internacional en Tailandia.
- "Estar limpio": sobre Kfar Zoharim, que sirve como un pueblo de rehabilitación de drogas.
- "Fronteras peligrosas": la búsqueda de un joven israelí que fue asesinado y robado en Bután en el Himalaya.

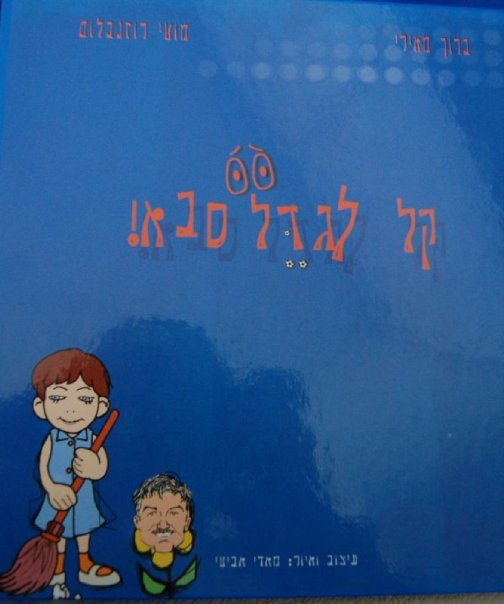
Es fácil criar a un abuelo.
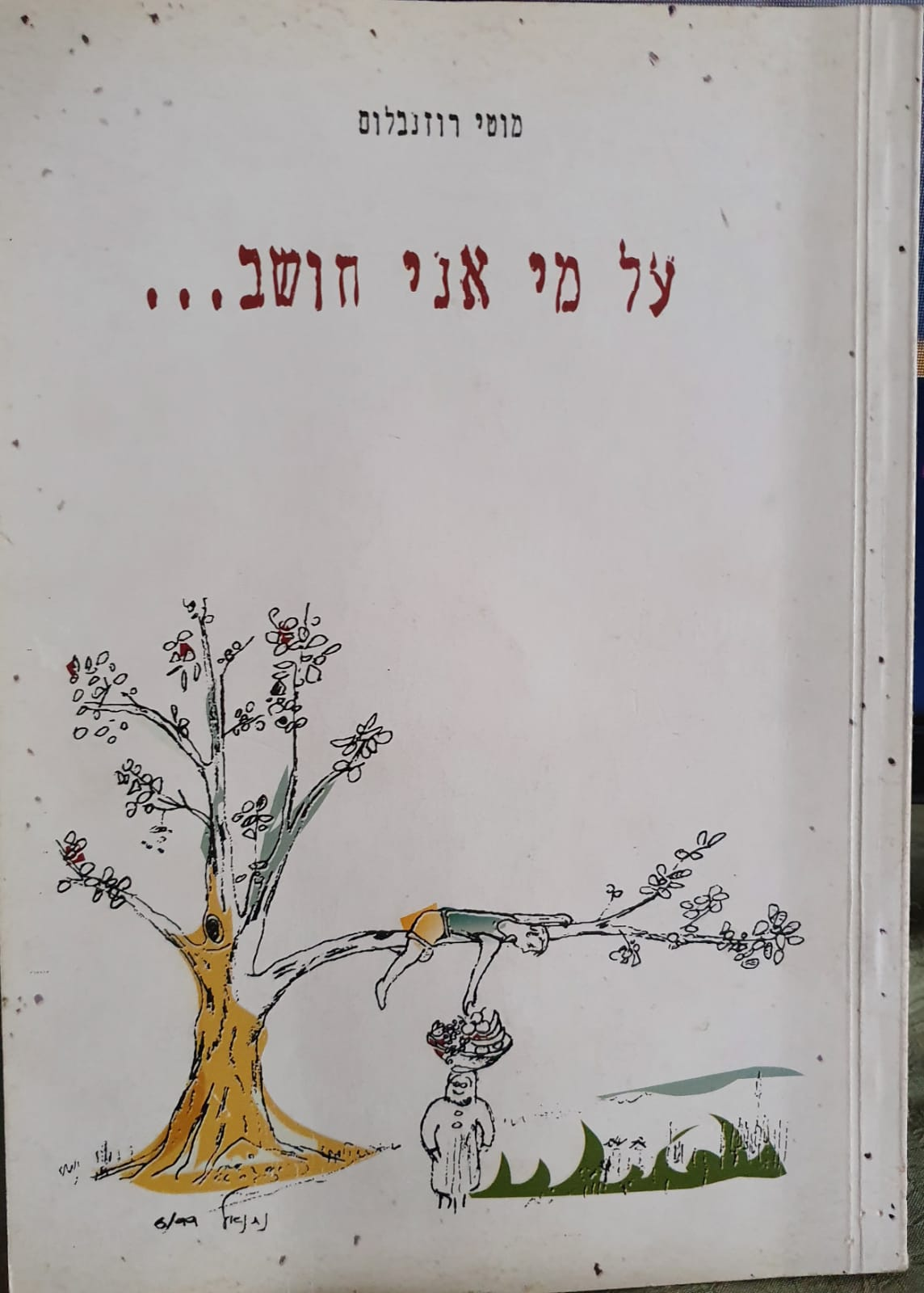
En quien estoy pensando.
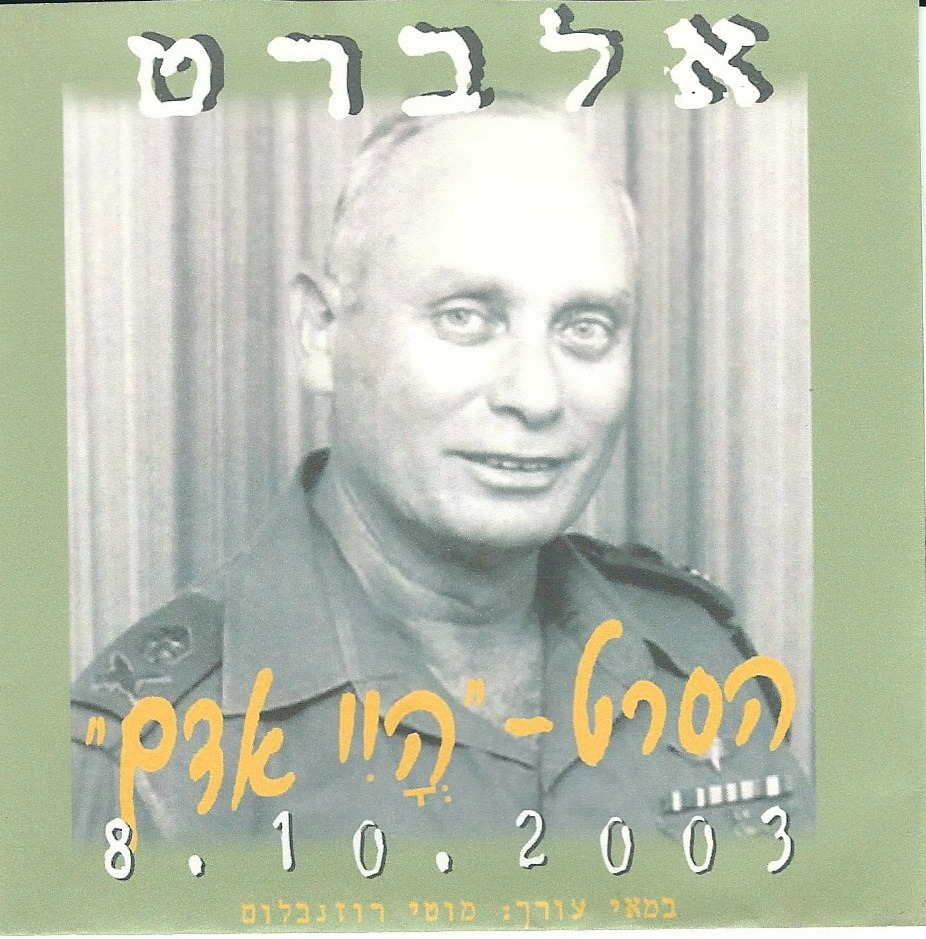
La historia de la vida y la muerte del mayor general Albert Mandler.